# 2522 Triglav
2522 Triglav è un asteroide della fascia principale del diametro medio di circa 20,49 km. Scoperto nel 1980, presenta un'orbita caratterizzata da un semiasse maggiore pari a 3,0161149 UA e da un'eccentricità di 0,0576642, inclinata di 8,76938° rispetto all'eclittica.
È intitolato a Tryglav, una divinità slava.